# الديناميكيات النيوتونية
في الفيزياء، تُفهم ديناميكيات نيوتن على أنها ديناميكيات جسيم أو جسم صغير وفقًا لقوانين نيوتن للحركة.

## تعميمات رياضية
عادةً ما تحدث الديناميكيات النيوتونية في فضاء إقليدي ثلاثي الأبعاد، وهو مسطح. ومع ذلك، في الرياضيات، يمكن تعميم قوانين نيوتن للحركة على الفراغات متعددة الأبعاد والمنحنية. غالبًا ما يتم تضييق مصطلح الديناميات النيوتونية على قانون نيوتن الثاني {\displaystyle \displaystyle m\,\mathbf {a} =\mathbf {F} }.

## قانون نيوتن الثاني في فضاء متعدد الأبعاد
اعتبر {\displaystyle \displaystyle N} الجسيمات ذات الكتل {\displaystyle \displaystyle m_{1},\,\ldots ,\,m_{N}} في الفضاء الإقليدي العادي ثلاثي الأبعاد. يترك {\displaystyle \displaystyle \mathbf {r} _{1},\,\ldots ,\,\mathbf {r} _{N}} تكون متجهات نصف القطر في بعض أنظمة الإحداثيات بالقصور الذاتي. ثم تخضع حركة هذه الجسيمات لقانون نيوتن الثاني المطبق على كل منها

| {\displaystyle {\frac {d\mathbf {r} _{i}}{dt}}=\mathbf {v} _{i},\qquad {\frac {d\mathbf {v} _{i}}{dt}}={\frac {\mathbf {F} _{i}(\mathbf {r} _{1},\ldots ,\mathbf {r} _{N},\mathbf {v} _{1},\ldots ,\mathbf {v} _{N},t)}{m_{i}}},\quad i=1,\ldots ,N.} | \| \| \| \| \| \| \| \| | (1) |
| |                         |     |
| |                         |     |
متجهات نصف القطر ثلاثية الأبعاد {\displaystyle \displaystyle \mathbf {r} _{1},\,\ldots ,\,\mathbf {r} _{N}} يمكن بناؤها في واحد {\displaystyle \displaystyle n=3N} متجه نصف قطر الأبعاد. وبالمثل، نواقل السرعة ثلاثية الأبعاد {\displaystyle \displaystyle \mathbf {v} _{1},\,\ldots ,\,\mathbf {v} _{N}} يمكن بناؤها في واحد {\displaystyle \displaystyle n=3N} متجه السرعة البعدية:

| {\displaystyle \mathbf {r} ={\begin{Vmatrix}\mathbf {r} _{1}\\\vdots \\\mathbf {r} _{N}\end{Vmatrix}},\qquad \qquad \mathbf {v} ={\begin{Vmatrix}\mathbf {v} _{1}\\\vdots \\\mathbf {v} _{N}\end{Vmatrix}}.} | \| \| \| \| \| \| \| \| | (2) |
| |                         |     |
| |                         |     |
من حيث المتجهات متعددة الأبعاد (2) تتم كتابة المعادلات (1) كـ

| {\displaystyle {\frac {d\mathbf {r} }{dt}}=\mathbf {v} ,\qquad {\frac {d\mathbf {v} }{dt}}=\mathbf {F} (\mathbf {r} ,\mathbf {v} ,t),} | \| \| \| \| \| \| \| \| | (3) |
| |                         |     |
| |                         |     |
أي أنها تأخذ شكل قانون نيوتن الثاني المطبق على جسيم واحد بكتلة الوحدة {\displaystyle \displaystyle m=1}.
تعريف. تسمى المعادلات (3) معادلات النظام الديناميكي النيوتوني في مساحة إقليدية مسطحة متعددة الأبعاد، والتي تسمى مساحة التكوين لهذا النظام. يتم تمييز نقاطها بواسطة متجه نصف القطر {\displaystyle \displaystyle \mathbf {r} }. المساحة التي يتم تمييز نقاطها بزوج من المتجهات {\displaystyle \displaystyle (\mathbf {r} ,\mathbf {v} )} يسمى فضاء الطور للنظام الديناميكي (3).

## هيكل إقليدي
مساحة التكوين ومساحة الطور للنظام الديناميكي (3) كلاهما مسافات إقليدية، إنها مجهزة بهيكل إقليدي. يتم تحديد البنية الإقليدية لهم بحيث يتم تحديد الطاقة الحركية للجسيم متعدد الأبعاد مع كتلة الوحدة {\displaystyle \displaystyle m=1} يساوي مجموع الطاقات الحركية للجسيمات ثلاثية الأبعاد مع الكتل {\displaystyle \displaystyle m_{1},\,\ldots ,\,m_{N}}.

| {\displaystyle T={\frac {\Vert \mathbf {v} \Vert ^{2}}{2}}=\sum _{i=1}^{N}m_{i}\,{\frac {\Vert \mathbf {v} _{i}\Vert ^{2}}{2}}}. | \| \| \| \| \| \| \| \| | (4) |
| |                         |     |
| |                         |     |

## القيود والإحداثيات الداخلية
في بعض الحالات حركة الجسيمات مع الكتل {\displaystyle \displaystyle m_{1},\,\ldots ,\,m_{N}} يمكن أن تكون مقيدة. تبدو القيود النموذجية مثل المعادلات العددية للنموذج

| {\displaystyle \displaystyle \varphi _{i}(\mathbf {r} _{1},\ldots ,\mathbf {r} _{N})=0,\quad i=1,\,\ldots ,\,K}. | \| \| \| \| \| \| \| \| | (5) |
| |                         |     |
| |                         |     |
تُسمى قيود النموذج (5) كلونوميك ومصلب.